# Bystřice pod Hostýnem (stacja kolejowa)
Bystřice pod Hostýnem – stacja kolejowa w Bystřice pod Hostýnem, w kraju zlińskim, w Czechach. Znajduje się na wysokości 315 m n.p.m.
Na stacji istnieje możliwość zakupu biletów na wszystkiego rodzaju pociągi oraz rezerwacji miejsc. 

## Linie kolejowe
- 303 Kojetín – Valašské Meziříčí